# Vlatko Stojanovski
Vlatko Stojanovski (Delčevo, 23 de abril de 1997) es un futbolista macedonio. Juega de delantero y su equipo es el K. F. Besa Dobërdoll de la Primera División de Macedonia del Norte. Es internacional con la selección de fútbol de Macedonia del Norte desde 2019.

## Trayectoria
El 3 de julio de 2019 fichó por el Nîmes Olympique de la Ligue 1 francesa por tres años. Tras una temporada fue cedido al F. C. Chambly. Después de esta cesión se desvinculó del club y firmó por el H. N. K. Gorica.
En junio de 2022 regresó al fútbol de su país para jugar en el K. F. Shkëndija. Estuvo media temporada, ya que en febrero se marchó a Bulgaria para jugar en el P. F. C. Septemvri Sofia. Allí completó la campaña antes de volver nuevamente a Macedonia del Norte, militando en el F. K. Rabotnički y el K. F. Besa Dobërdoll.

## Selección nacional
Stojanovski fue internacional sub-21 por Macedonia del Norte en 2017.
Debutó con la selección absoluta el 16 de noviembre de 2019 en un partido de clasificación para la Eurocopa 2020 contra la selección de fútbol de Austria, y que terminó con derrota por 2-1. En este partido Stojanovski marcó el gol de su selección, por lo que se estrenó como goleador internacional también.

## Estadísticas
Actualizado al último partido disputado el 25 de enero de 2020, (no incluye encuentros por equipos de reserva).
| F. K. Metalurg Skopje Macedonia del Norte                                                               | 1.ª           | 2014-15       | 9   | 0  | 0 | 0 | 9   | 0  |
| F. K. Metalurg Skopje Macedonia del Norte                                                               | 1.ª           | 2015-16       | 29  | 6  | 0 | 0 | 29  | 6  |
| F. K. Metalurg Skopje Macedonia del Norte                                                               | Total club    | Total club    | 38  | 6  | 0 | 0 | 38  | 6  |
| R. N. K.Split · Croacia                                                                                 | 1.ª           | 2016-17       | 0   | 0  | 0 | 0 | 0   | 0  |
| R. N. K.Split · Croacia                                                                                 | Total club    | Total club    | 0   | 0  | 0 | 0 | 0   | 0  |
| N. K. Dugopolje · Croacia                                                                               | 2.ª           | 2017-18       | 16  | 4  | 0 | 0 | 16  | 4  |
| N. K. Dugopolje · Croacia                                                                               | Total club    | Total club    | 16  | 4  | 0 | 0 | 16  | 4  |
| F. K. Renova Macedonia del Norte                                                                        | 1.ª           | 2017-18       | 15  | 4  | 2 | 1 | 17  | 5  |
| F. K. Renova Macedonia del Norte                                                                        | 1.ª           | 2018-19       | 32  | 18 | 0 | 0 | 32  | 18 |
| F. K. Renova Macedonia del Norte                                                                        | Total club    | Total club    | 47  | 22 | 2 | 1 | 49  | 23 |
| Nîmes Olympique Francia                                                                                 | 1.ª           | 2019-20       | 6   | 0  | 4 | 2 | 10  | 2  |
| Nîmes Olympique Francia                                                                                 | Total club    | Total club    | 6   | 0  | 4 | 2 | 10  | 2  |
| Total carrera                                                                                           | Total carrera | Total carrera | 107 | 32 | 6 | 3 | 113 | 35 |
| (1) Incluye datos de la Copa de Macedonia del Norte, la Copa de la Liga de Francia y la Copa de Francia |               |               |     |    |   |   |     |    |

## Palmarés

### Distinciones individuales
| Distinción                                                   | Año     |
| ------------------------------------------------------------ | ------- |
| Máximo anotador de la Liga de Macedonia del Norte (18 goles) | 2018-19 |